# Beteendeförändrande parasiter

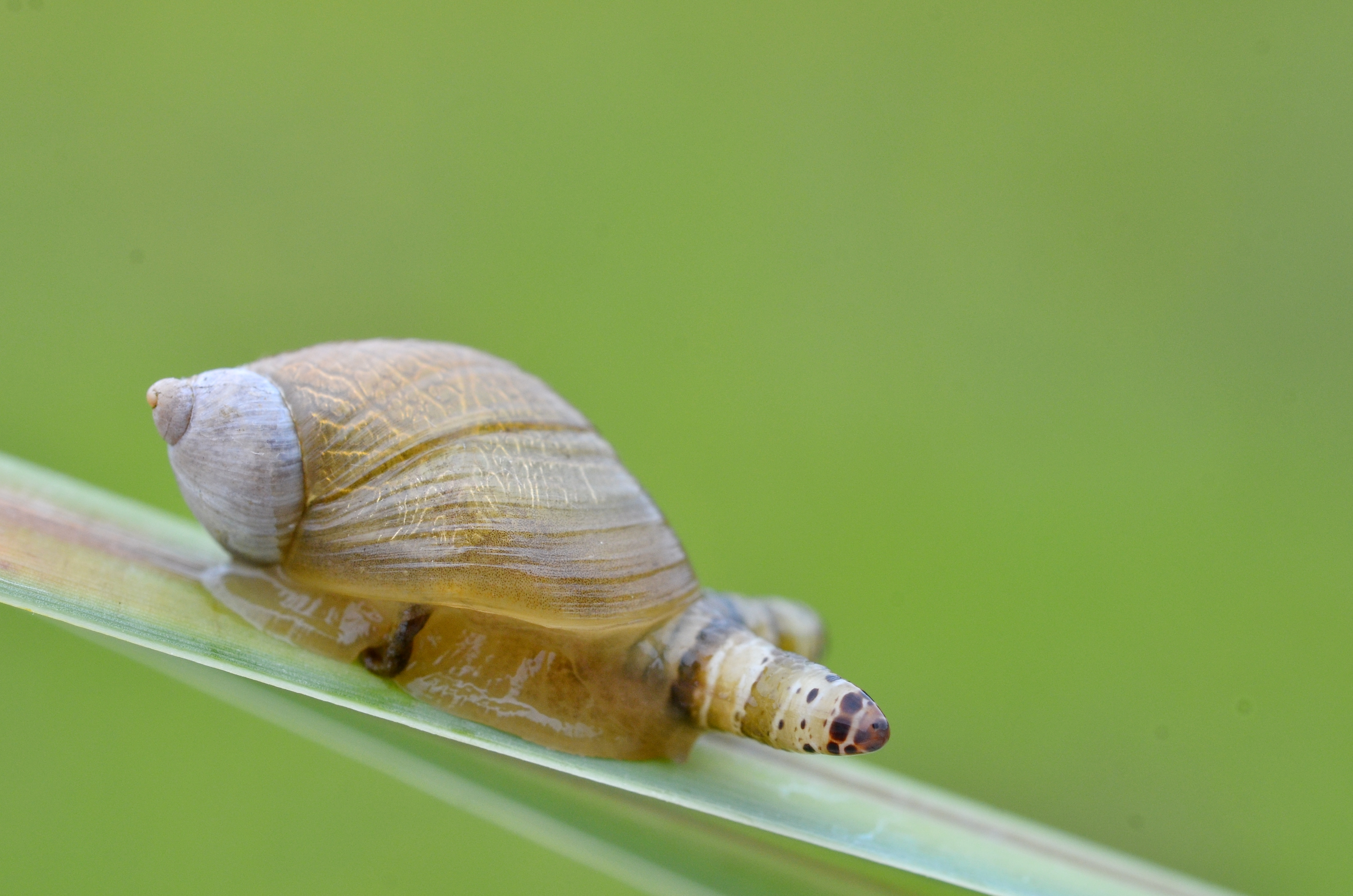
Leucochloridium i snigel.

Beteendeförändrande parasiter är parasiter som har förmågan att ändra sitt värddjurs beteende för att förbättra sina egna livsbetingelser.
Genom evolutionens gång har parasiter och värdar kapprustat för att övervinna varandra. Parasiter har utvecklat nya och bättre sätt att påverka värden, medan värden i sig har utvecklat bättre försvar mot parasiterna. Vissa parasiter har förmågan att förändra sitt värddjurs beteende för att förbättra sina egna livsbetingelser. Värddjuret beter sig då på ett sådant sätt som gynnar parasitens spridning. Detta är särskilt vanligt hos parasiter med komplexa livscykler där det finns flera mellanvärdar för att fullborda livscykeln. Det finns många exempel på parasiter som ändrar sin värds beteende, men de underliggande mekanismerna är ofta dåligt kända. 
Parasiten kan förändra sin mellanvärds beteende på olika sätt. Den kan antingen ...
- göra mellanvärden mer mottaglig för predation av slutvärden,
- göra så att värden flyttar till ett habitat som passar parasiten och dess avkommor,
- möjliggöra så att värden blir mer mottaglig för vektorer om det handlar om vektorburen transmission, eller
- göra så att värden ger ett aktivt skydd åt parasiten genom ett fenomen som kallas ”livvaktsmanipulation”[3][2].

Manipuleringen kan antingen vara direkt genom att parasiten förändrar sin värds nervsystem, eller indirekt genom att parasiten påverkar immunsystemet hos värden.

## Adaptiv manipulation
En adaptiv manipulering beskriver en beteendeförändring som förbättrar parasitens livsbetingelser. och som sker genom att förändra uttrycket av generna i värddjuret . Det finns också fall där flera parasiter har samma värd och manipulerar den samtidigt. På så sätt påverkar parasiterna fenotypiska förändringar samtidigt genom ett samarbete mellan parasiterna . Detta kan också leda till konflikter mellan parasiterna då de vill t.ex. gå olika vägar för en lyckad spridning. 
Det finns minst tre tänkbara utfall då parasiter delar samma värd: 
- Parasiten undviker redan manipulerade mellanvärdar,
- Parasiten dödar den andra parasiten,
- Parasiten låter den andra parasiten vara kvar men dominerar över den genom att antingen ändra sitt sätt att manipulera värden (vilket kallas kapning) eller neutralisera manipulationen (vilket kallas sabotage). [6]

## Konflikt mellan värd och parasit
Värddjuret kan motarbeta parasitens manipulation. Det sker vanligtvis när värddjuret ska reproducera sig som det sätter sig emot parasitens manipulering. Detta för att vinsterna med att föra sina gener vidare är större än kostnaderna med att motsätta sig parasitens inflytande.

### Värdens olika sätt att motsätta sig parasiten
Värden kan på olika sätt motsätta sig parasitens manipulering. Ett sätt är att värden skapar resistens mot den infektion som parasiten orsakar då det ger ogynnsamma följder i form av försämrade livsbetingelser . Ett exempel på det är värden Biomphalaria glabrata, en posthornssnäcka som har resistens mot infektionen som orsakas av parasiten Schistosoma mansoni. Forskare är dock oeniga om hur denna resistens har uppkommit. Exponering av parasiter som ger infektion är vanligtvis låg och att inneha ett skydd mot en parasit som sällan infekterar värden är kostsamt. Därför finns det ytterligare ett sätt att motarbeta parasiten och det är genom att motstå beteendemanipulationen . Värddjuret kan då göra sig mer villig att bli uppäten av predatorer och på så sätt dödar både sig själv och parasiten istället för att låta den påverka värddjurets avkommor. Självmordet skulle då leda till högre inkluderande fitness då värdens avkommor kan föra generna vidare.
Vissa värddjur kan också delvis fortsätta vara ansvarig för sin kropp trots parasitangrepp. Det finns t.ex. vissa snigelarter som inducerar äggproduktion innan infektionen drabbat dem helt och kan på så sätt förbättra sina livsbetingelser. Värddjuren kan också börja sin mognadsprocess tidigare vilket kan leda till att de överlever parasitens infektion .

## Exempel på manipulerande parasiter

### Leucochloridium
Plattmasksläktet Leucochloridium är parasiter som har fåglar som slutvärd. Fåglarna blir infekterade av den genom att äta sniglar, vanligtvis från släktet Succinea, som innehar parasiten . I sniglarna är parasiten i sitt larvstadium där den bildar sporocyster i snigelns matsmältningssystem. Dessa växer till långa och svullna ”broodsacs”  och tränger sedan in i snigelns tentakler. Där ändrar den pulserande färg mellan vit, grön/gul och svart i en hastighet av 60-80 sammandragningar per minut . Pulserandet sker i relation till ljus och detta gör fåglarna uppmärksamma då det liknar en krypande insektslarv.  Fåglarna attackerar snigeln och får på så sätt i sig parasiten. Där blir den fullvuxen och lägger sedan ägg i fågelns matsmältningssystem så att de sprids via fågelns avföring som snigeln sedan får i sig .

### Lilla leverflundran -Dicrocoelium dendriticum
Dicrocoelium dendriticum är en parasit som vanligtvis har kor och får som slutvärd . I korna lägger den ägg som följer med avföringen ut. Sniglar som äter av spillningen får i sig parasitens ägg. I snigeln kläcks äggen och därefter utsöndras parasiter genom snigelns sekret. Sekretet får myror i sig som är Lilla leverflundrans andra mellanvärd. Väl i myran utvecklas parasiten vidare och därefter ändrar den myrans beteende genom att få den att klättra upp i ett grässtrå och stanna där när temperaturen faller . Korna får därefter i sig myran genom att äta de grässtrå där myrorna klättrat upp.

### Dinocampus coccinellae
Stekelarten Dinocampus coccinellae är parasit som lägger ägg i nyckelpigor . I nyckelpigan utvecklas en parasitoid larv som efter 20 dagar utträder ut nyckelpigan och börjar forma en puppa mellan nyckelpigans ben. Vid denna tidpunkt har parasiten paralyserat nyckelpigan så att den är inaktiv och vibrerar . Nyckelpigan fungerar då som ett skydd åt parasiten och efter en vecka kommer den fullvuxna parasitioden ut från puppan. Efteråt kan vissa nyckelpigor återhämta sig och till och med reproducera sig.